# گویش شولی
شولی یکی از گویش‌های زبان فارسی استکه در میان مردم شول متداول است. گلاتولوگ نیز گویش شولی را ثبت کرده است و این گویش دارای کد زبانی است.